# C2talk
c2talk（シー・ツー・トーク）とは、インフォテリア株式会社が開発・提供している、ソーシャルカレンダーサービスである。c2talkは、WindowsとMac OS Xで稼働しソフトウェアは無償で提供されている。

## 特徴
カレンダーギャラリー
100以上のカレンダーをダウンロードして利用可能。天気予報、毎日のお料理レシピ、星占い、新規公開株式情報、イベントセミナー情報、ゴルフ場予約など分野は多岐にわたる。
複数のカレンダーを表示
会社のカレンダー、プライベートのカレンダー、サークルのカレンダー複数のカレンダーを同時に（または）個別に表示することができる。
無料
c2talkのソフトウェアは無料で提供される。オフィシャルカレンダーでは広告が表示されるものがあり、他のWeb 2.0系サービスと同様に広告が収入源とみられる。
携帯との連携
使用中のカレンダーの中で携帯電話でも共有したいものを指定して自分の携帯から閲覧、記入ができる。

## 歴史
- 2006年8月、c2talkが提供開始された。このときのバージョンは、なぜか1.2。
- 2007年1月、ブラウザが組み込まれたバージョン1.3がリリースになる。
- 2007年2月、賞金総額100万円のカレンダーコンテスト開催。
- 2007年11月、c2talk 2.0提供開始。
- 2008年4月、インフォテリア株式会社の子会社インフォテリア・オンライン株式会社に販売が移管された。